# Pajusaari (ö i Lappland, Rovaniemi, lat 67,01, long 25,17)
Pajusaari är en ö i Finland.   Den ligger i Ounasjoki och i den ekonomiska regionen  Rovaniemi ekonomiska region  och landskapet Lappland, i den norra delen av landet, 800 km norr om huvudstaden Helsingfors.